# 우 (정위)
우(禹, ? ~ ?)는 전한 중기의 관료이다. '우'는 이름자로, 성씨는 알 수 없다. 심흠한(沈欽韓)은 조우와 동일인물이라고 주장하였다.

## 행적
원수 3년(기원전 120년), 정위에 임명되었다.

## 출전
- 반고, 《한서》 권19하 백관공경표 下

| 전임 안 | 전한의 정위 기원전 120년 ~ 기원전 118년? | 후임 사마안 |